# Втрати силових структур внаслідок російського вторгнення в Україну (листопад 2022)
У статті наведено список втрат українських військовослужбовців у російсько-українській війні, починаючи з 1 листопада 2022 року по 30 листопада 2022 року (включно).

## Усі списки
| Герой України |

| Орден «За мужність» ІІІ ступеня |

| Герой України |

### Примітка
1. 16 квітня 2022 року, Президент України Володимир Зеленський під час інтерв'ю телерадіокомпанії CNN повідомив, що у війні з російськими окупантами загинуло від 2500 до 3000 українських військових[332].
2. 11 травня 2022 року, в ході спеціального брифінгу офіційних представників Сил оборони України, начальник оперативного управління штабу управління Нацгвардії України Олексій Надточий, вперше з початку війни, назвав втрати, які відомство зазнало в ході російського вторгнення в Україну. За його словами, втрати Національної гвардії України під час виконання бойових завдань склали: безповоротні втрати — 501 військовослужбовець, санітарні втрати (зазнали поранень) — 1697 військовослужбовців[333].
3. 14 липня 2022 року, в ході спеціального брифінгу, директор Департаменту організації заходів цивільного захисту ДСНС Віктор Вітовецький, вперше з початку війни, назвав втрати, які відомство зазнало в ході російського вторгнення в Україну. За його словами, втрати ДСНС під час виконання службових обов'язків склали: загиблі — 41 рятувальник, травмовані (зазнали поранень) — 131 рятувальник, полонені — 6 рятувальників[334].
4. 22 серпня 2022 року, Головнокомандувач Збройних Сил України Валерій Залужний повідомив, що в ході повномасштабної війни з Росією загинули близько 9000 українських військовослужбовців[335][336].
5. 23 вересня 2022 року, президент України Володимир Зеленський в інтерв'ю французькому виданню Ouest-France заявив, що впевнений у перемозі свого народу в цьому конфлікті, в якому, за його оцінками, гине 50 солдатів на день. «У п'ять разів менше, ніж російських військових», — сказав український президент[337][338].
6. «Таблиця/Список загиблих» буде наповнюватися та корегуватися по мірі можливості за надходженням відповідної інформації, яка постійно змінюється в результаті інтенсивності бойових дій (посилання — тільки на офіційні та перевірені джерела)
7. Див. розділ «Обговорення».
8. Відомості з Указів Президента України «Про присвоєння звання Герой України», «Про відзначення державними нагородами України» доповнювати в кінці основної Таблиці, з подальшим уточненням соц.-демографічних даних загиблих Героїв і рознесенням записів за відповідними датами!

## Померлі або вбиті в ході російського вторгнення в Україну (2022) демобілізовані учасники АТО/ООС
Терлецький Олександр,  1990, 32 роки, с. Вичівка Вараський район Рівненська область. Під час російського вторгнення в Україну був призваний на військову службу за мобілізацією. Під час виконання бойового завдання на східних рубежах країни отримав поранення. Лікувався у військовому госпіталі, після чого перебував на лікуванні у Зарічненській лікарні. Помер вдома в рідній хаті в с. Вичівці.